# Irani
Irani là một đô thị thuộc bang Santa Catarina, Brasil. Đô thị này có diện tích 321559,52 km², dân số năm 2007 là 9313 người, mật độ 29,7 người/km².